# NGC 1304
NGC 1304 (NGC 1307) é uma galáxia elíptica (E-S0) localizada na direcção da constelação de Eridanus. Possui uma declinação de -04° 35' 01" e uma ascensão recta de 3 horas, 21 minutos e 12,7 segundos.
A galáxia NGC 1304 foi descoberta em 5 de Outubro de 1785 por William Herschel.